# Death to Smoochy
Death to Smoochy is een Amerikaanse (zwarte) komische film uit 2002 van Danny DeVito, die er ook in acteert, naast onder meer Robin Williams en Edward Norton.

## Verhaal
Randolph Smiley (Robin Williams) is de presentator van een kinderprogramma die zich geregeld laat omkopen door ouders die hun kind in het programma willen hebben. Na hierop betrapt te zijn door de FBI wordt hij ontslagen en vervangen door Sheldon Mopes (Edward Norton), die het personage Smoochy de neushoorn speelt. Sheldon is een oprechte man die een kwalitatief hoogstaand programma wil maken, maar hij krijgt weinig medewerking van onder meer de geharde producente Nora (Catherine Keener). Ondertussen probeert Randolph, die totaal aan de grond zit, door sabotage zijn baan terug te krijgen.

## Rolverdeling
| Acteur             | Personage                   | Opmerkingen                                  |
| ------------------ | --------------------------- | -------------------------------------------- |
| Robin Williams     | "Rainbow Randolph" Smiley   | (voormalig) presentator kinderprogramma      |
| Edward Norton      | Sheldon Mopes               | Randolphs vervanger, Smoochy de neushoorn    |
| Danny DeVito       | Burke Bennett               | Sheldons agent, tevens regisseur van de film |
| Catherine Keener   | Nora Wells                  | producent                                    |
| Harvey Fierstein   | Merv Green                  | baas van liefdadigheidsorganisatie           |
| Pam Ferris         | Tommy Cotter                | Ierse maffia                                 |
| Jon Stewart        | Marion Frank Stokes         | zakenpartner van Randolph                    |
| Michael Rispoli    | Spinner Dunn                | familielid van Tommy                         |
| Robert Prosky      | directeur van zendernetwerk |                                              |
| Vincent Schiavelli | Buggy Ding Dong             | huurmoordenaar                               |
| Danny Woodburn     | Angelo Pike                 |                                              |